# Hydroptila oakmulgeensis
Hydroptila oakmulgeensis is een schietmot uit de familie Hydroptilidae. De soort komt voor in het Nearctisch gebied.